# Baekhyun
Baekhyun (coreà: 변백현)  (Wonmi-gu, 6 de maig de 1992) nom artístic de Byun Baek-hyun, és un cantant, ballarí i actor sud-coreà. Va debutar l'any 2012 com a membre del grup sud-coreà EXO, dins de la subunitat EXO-K i més tard a EXO-CBX. També és el líder del supergrup SuperM.
Després de participar activament amb el seu grup, Baekhyun va debutar com a solista amb el llançament del miniàlbum City Lights (2019). L'EP va ser un èxit comercial: es van vendre més de mig milió de còpies i va esdevenir l'àlbum més venut d'un artista sud-coreà en la dècada de 2010. Delight (2020), va ser el seu segon EP que va vendre més de milió de còpies, i es va convertir, així, en el primer disc d'un solista de Corea del Sud a fer-ho als 19 anys. A l'abril de 2021, el seu següent material discogràfic Bambi va aconseguir vendre més d'un milió de còpies per segona vegada consecutiva. Ha estat catalogat com l'«Ídol geni».

## Biografia
Baekhyun va néixer a Bucheon, Província de Gyeonggi el 6 de maig de 1992. Té un germà més gran que es diu Baekbeom i que té set anys més que ell Baekhyun es va començar a entrenar per ser cantant als 11 anys, influenciat pel cantant Rain. Va anar a l'Escola Secundària de Jungwon en Bucheon, on va ser el vocalista d'una banda anomenada 혼수상태 (Coma), la qual va guanyar un festival musical local. Baekhyun va rebre classes de piano per Kim Hyun-woo de DickPunks. A més de fer activitats musicals, Baekhyun es va formar com a artista marcial durant la seva joventut i va obtenir un cinturó negre en Hapkido.
El cantant va ser descobert per un agent d'SM Entertainment quan estava practicant per a l'examen d'ingrés de l'Institut d'Arts de Seül. Després va ingressar a la companyia per SM Càsting System el 2011. Ell i els seus companys de grup Chanyeol i Suho van anar a la Universitat de Kyung Hee on van fer classes de cultura i arts, a Departament d'Administració d'Empreses.

## Carrera

### 2012-17: Debut i inici de carrera
Baekhyun es va revelar oficialment com el novè membre d'EXO el 30 de gener de 2012. El grup va debutar oficialment a l'abril de 2012 i des d'aleshores ha guanyat molta popularitat i èxit comercial.
Al febrer de 2014, Baekhyun i el seu company Suho es van convertir en presentadors d'Inkigayo, de la cadena SBS. Van deixar el programa al novembre de 2014 per centrar-se en el retorn del seu grup. Al juliol, Baekhyun va debutar com a actor musical, interpretant a Do Lockwood en el musical Singin' in the Rain d'SM C&C.

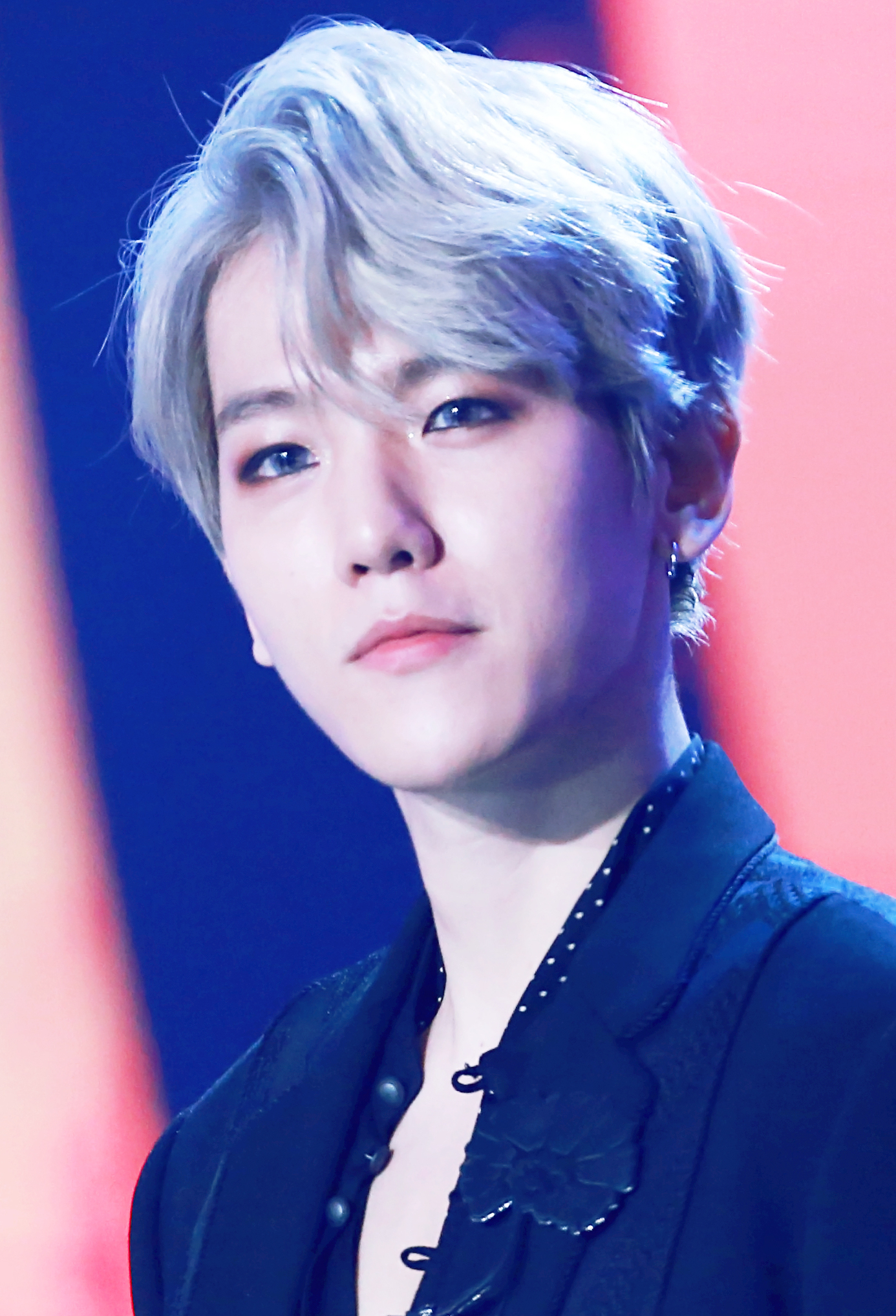
Baekhyun en Melon Music Awards al desembre de 2017.

A l'abril de 2015, el cantant va llançar la seva primera cançó en solitari, «Beautiful», com la banda sonora del drama EXO Next Door. La cançó es va convertir en la primera banda sonora d'un web drama que va estar en les millors posicions de diverses llistes musicals. Al maig, es va anunciar que Baekhyun protagonitzaria la pel·lícula d'acció, Dokgo amb l'actor Yeo Jin-goo. No obstant això, la producció de la pel·lícula es va cancel·lar al gener de 2016. Al desembre, Baekhyun va fer un homenatge al difunt cantant Kim Hyun-sik interpretant la seva cançó «Like Rain Like Music» en el programa musical de cap d'any SBS Gayo Daejeon. Posteriorment, la versió de Baekhyun es va llançar digitalment.
Al gener de 2016, Baekhyun i Suzy van presentar un duet titulat «Dream». La cançó va ser un èxit en les llistes musicals i després es va situar en el primer lloc de Gaon Digital Chart. «Dream» també va obtenir cinc victòries en Music Bank i Inkigayo. A l'abril, Baekhyun va rebre un premi de YinYueTai V-Chart per ser el cantant més popular de Corea del Sud. Al maig, el cantant i K.Will van publicar un duet titulat «The Day» com a part d'SM Station. A l'agost, Baekhyun va debutar com a actor de televisió en el drama Moon Lovers: Scarlet Heart Ryeo, una adaptació sud-coreana de la novel·la xinesa Bu Bu Jing Xin. Per la seva actuació, va rebre un premi en SBS Drama Awards. També va col·laborar amb Chen i Xiumin en una banda sonora titulada «For You» per al drama. A l'octubre, juntament amb els seus companys anteriorment esmentats, es va convertir en un membre de EXO-CBX. El seu debut va ser el 31 d'octubre amb el llançament del miniálbum Hey Mama!. Al novembre, Baekhyun va començar a participar en un torneig de League of Legends, 2016 SM Super Celeb League de la seva companyia, on ell i el seu company d'empresa, Heechul, van jugar amb jugadors professionals i fanàtics de Corea del Sud i la Xina.
Al febrer de 2017, Baekhyun i Soyou van realitzar un duet titulat «Rain». La cançó va estar al primer lloc en llistes musicals i va obtenir un all-kill. Això el va convertir en el primer artista de la seva empresa a aconseguir aquest assoliment en 2016 i 2017 amb «Dream» i «Rain», respectivament. A l'abril, Baekhyun va publicar un senzill titulat «Take You Home» per a la segona temporada d'SM Station. La cançó es va posicionar en el dotzè lloc de Gaon Digital Chart. A l'agost de 2018, ell i el raper Boig van llançar la cançó «Young» per a SM Station X 0.

### 2018-present: Debut com a solista i SuperM
El 5 de febrer de 2018, Baekhyun va interpretar l'Himne Nacional de Corea del Sud a la cerimònia d'obertura de la 132a Sessió del Comitè Olímpic Internacional davant de Moon Jae-in, president de Corea del Sud, i Lee Hee-beom, president del Comitè Organitzador dels Jocs Olímpics de Pieonchang 2018. A l'agost, Baekhyun i el raper Loco van llançar una col·laboració titulada «Young» per a SM Station. La cançó es va situar en 4t lloc de la llista World Digital Song Sales.
El 10 de juny de 2019, es va anunciar que Baekhyun debutaria com a solista al juliol. Era el tercer integrant de EXO a fer-ho. Es va anunciar que el cantant debutaria amb un EP titulat City Lights, que va veure la llum el 10 de juliol.

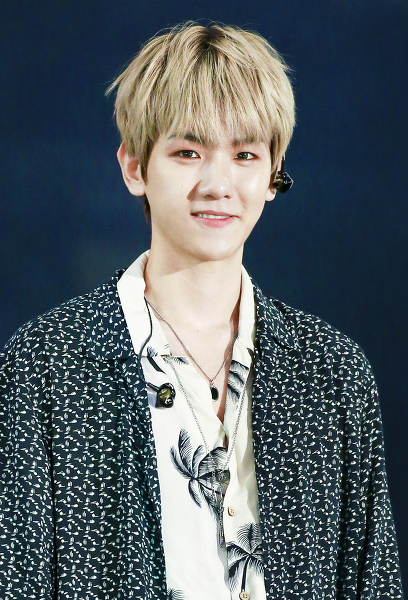
Baekhyun a Lotte Family Concert al juny de 2018.

El 7 d'agost, Baekhyun va ser confirmat com un integrant de SuperM, un «supergrup de K-pop», creat per SM Entertainment en col·laboració amb Capitol Rècords. Les promocions del grup van iniciar a l'octubre en el mercat americà. El 4 de desembre, Baekhyun va ser premiat com el millor artista masculí en els Mnet Asian Music Awards, a causa de l'èxit de City Lights i el seu senzill «UN Village».
Baekhyun va llançar la cançó «My Love», per a la banda sonora del drama Dr. Romantic 2, el 7 de gener de 2020. Al mes següent va col·laborar en la banda sonora de Hyena, amb la cançó «On the Road», llançada oficialment el 29 de febrer, a través de Danal Entertainment. El 22 d'abril de 2020, es va anunciar que Baekhyun tornarà en solitari amb el seu segon miniálbum a finals de maig. El 7 de maig es va publicar la cançó «Leo» de Bolbbalgan4, en la qual Baekhyun va participar com a convidat. El 25 de maig, Baekhyun va llançar Delight, al costat del senzill «Candy». L'EP va obtenir més de 732.000 de còpies anticipades, i el va convertir en l'àlbum més anticipat per un solista en la història de Corea del Sud. L'1 de juliol es va anunciar que l'àlbum havia venut més d'un milió de còpies, i així va esdevenir el primer àlbum d'un solista sud-coreà a fer-ho des d'Another Days (2001) de Kim Gun-mo. El mateix mes, va llançar una versió de la cançó «Garden in the Air» de la cantant sud-coreana Boa com a part d'un projecte celebrant el vintè aniversari de la cantant. Més tard al 2020, va llançar dues bandes sonores, «Every Second» per a Rècord of Youth i «Happy» per a Do You Like Brahms?. El 6 de desembre, Baekhyun va guanyar el premi com a «Millor artista masculí» en els Mnet Asian Music Awards per segon any consecutiu. Més tard, al desembre, va llançar un senzill digital titulat «Amusement Park».
El 3 de gener de 2021, Baekhyun va fer el seu primer concert en solitari, Baekhyun: Light, que es va retransmetre digitalment a través de Beyond Live a causa de les restriccions per la pandèmia de COVID-19. El concert va atreure a un total de 110 000 espectadors de 120 països. Un dia després, va llançar «Get You Alone», el senzill principal del seu EP debut japonès, que va sortir el 21 de gener de 2021. El disc va obtenir una certificació d'or per part de la Recording Industry Association of Japan. El 30 de març del mateix any, el cantant va llançar el seu tercer EP en coreà, Bambi.

## Moda
Al maig de 2018, Vogue va revelar que Baekhyun col·laboraria amb Privé per treure la seva pròpia marca anomenada Privé by BBH. Baekhyun és ara el director co-creatiu de la marca.

## Vida personal
El 19 de juny de 2014, SM Entertainment va confirmar que Baekhyun, juntament amb una altra artista de la discogràfica, Taeyeon de Girls' Generation mantenien una relació sentimental. Al setembre de 2015, l'agència va confirmar que havien plegat. S'ha dit que «Taeyeon fins i tot va haver d'anar en secret al concert de EXO al març per Baekhyun, però desafortunadament no van poder superar les dificultats que implicava tenir una cita malgrat la seva atapeïda agenda. Encara que s'han separat, mantenen una bona relació».

## Discografia
- 2019: City Lights
- 2020: Delight
- 2021: Baekhyun
- 2021: Bambi